# ВЕС Финтинеле-Коджалак
ВЕС Финтинеле-Коджалак (рум. Parcul eolian Fântânele-Cogealac)  — вітрова електростанція, яка розташована на території двох румунських комун Финтинеле і Коджалак в жудці Констанца. ВЕС має 240 вітрогенераторів потужністю близько 2,5 МВт, її загальна номінальна потужність становить 600 МВт. На момент введення в експлуатацію це була найбільша вітрова електростанція в Румунії та одна з найбільших в світі. Оператором електростанції є чеська енергетична компанія ČEZ.

## Опис
Вітрогенератори розташовані на ділянці 12 км × 6 км. Велика частина електростанції (139 вітрогенераторів) знаходиться на території комуни Финтинеле, решта (101 вітрогенератор) знаходиться на території комуни Коджалак. Загальна вартість будівництва вітряної електростанції та її інфраструктури склала близько 1,1 млрд євро.

## Історія
Вітрова електростанція була спроектована американською компанією Continental Wind Partners. У 2008 році вона продала права на проект чеській енергетичній компанії ČEZ. У 2007 році було видано дозвіл на будівництво, а роботи зі спорудження електростанції почалися в листопаді 2008 року. Проект реалізовувався в два етапи: спочатку будувалися турбіни в Финтинеле, а потім — у Коджалаку. У червні 2010 року перша турбіна була підключена до мережі, а в листопаді 2012 року електростанція була повністю введена в експлуатацію.

## Техніка
Електростанція оснащена 250 вітрогенераторами типу General Electric 2.5 XL потужністю близько 2,5 МВт. Кожен з них має висоту маточини 100 м і діаметр ротора 99 м. Таким чином, висота установок становить майже 150 м. Компоненти вітрогенераторів були виготовлені в різних країнах: лопаті в Бразилії, Іспанії та Німеччини; мотогондоли в Німеччині; сегменти веж в Німеччині та Китаї; більшість внутрішніх електричних компонентів зроблені в США.
Вироблена електрична енергія подається на ЛЕП через п'ять підстанцій, що були спеціально для цього побудовані.